# Anolis carlostoddi
Anolis carlostoddi este o specie de șopârle din genul Anolis, familia Polychrotidae, descrisă de Williams, Praderio și Gorzula 1996.
Este endemică în Venezuela. Conform Catalogue of Life specia Anolis carlostoddi nu are subspecii cunoscute.